# Mado Lamotte
Pour les articles homonymes, voir Mado (homonymie).
Mado Lamotte est une drag queen, chroniqueuse et chanteuse montréalaise interprétée par Luc Provost depuis juillet 1987.

## Biographie
Luc dès son plus jeune âge développa des habiletés pour le chant. Il fit sa scolarité primaire au Collège Notre-Dame et fit un membre des Petits Chanteurs du Mont-Royal.
Luc Provost étudie en théâtre à l'Université du Québec à Montréal (UQAM). Il crée le personnage de Mado Lamotte en s'inspirant de Michèle Richard, Clémence DesRochers et des récits de Michel Tremblay,.
C'est dans le cadre des Mardis interdits au bar le lézard et des jeudis gais du Royal (les soirées Queenex) que Mado Lamotte fait ses débuts en tant que danseuse et cigarette girls dans des clubs montréalais.

### Les bingos à Mado
Elle se fait connaître en raison de ses soirées de bingos au cours des Mardis des Ginette du bar Zorro. Renommés Bingos à Mado, ces soirées sont ensuite organisées au Sky, au Spectrum et au Casino de Montréal, puis à travers le Québec.

### Soirées
Pendant près de 15 ans, Mado anime spectacle extérieur à grand déploiement Mascara, la nuit des drags du festival Divers/Cité. Ce spectacle réunissant plus d'une centaine de drag queens et d'artisans de la scène est l'un des plus importants du genre dans le monde.

### Cabaret Mado

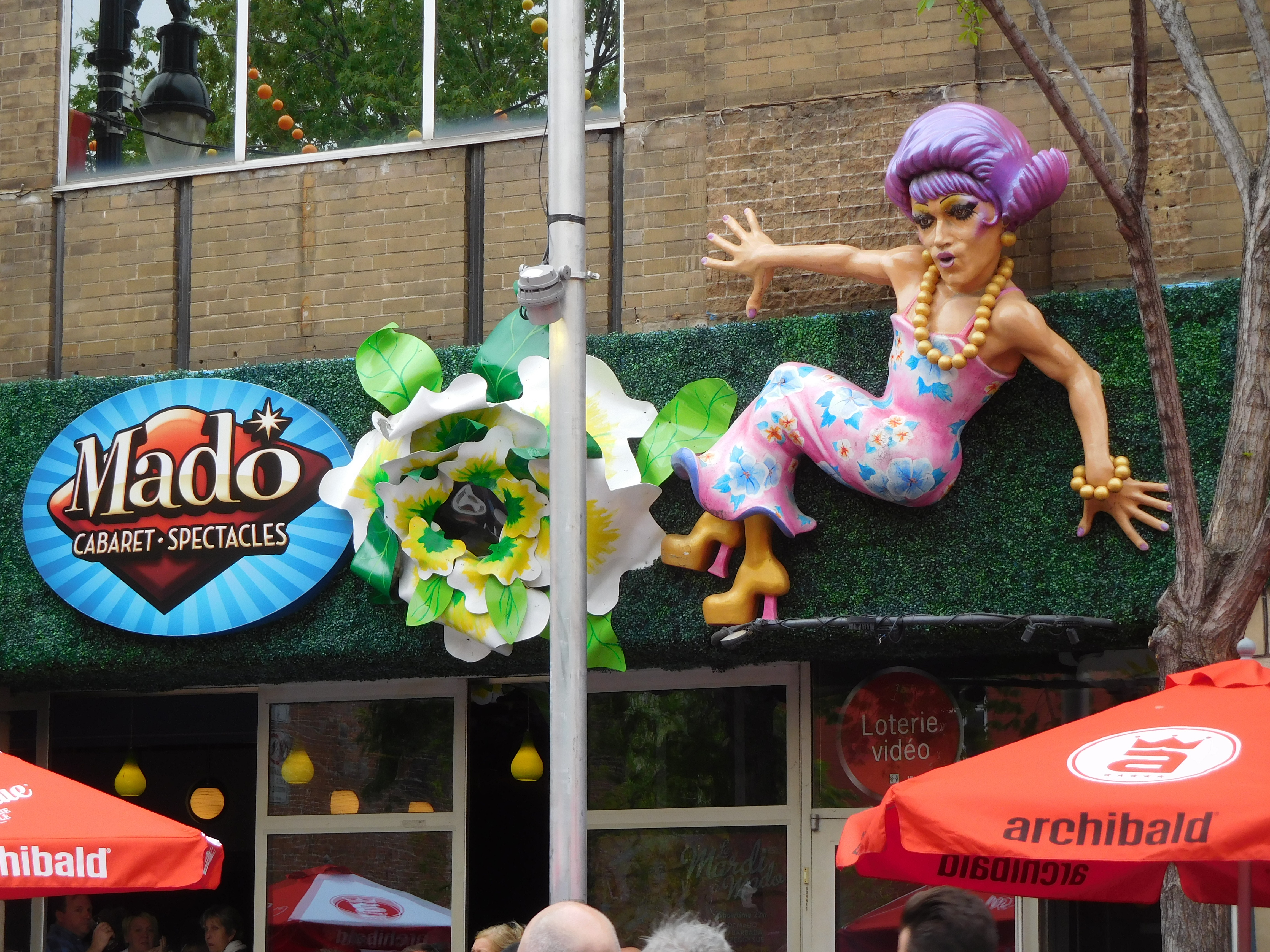
Cabaret Mado, 1115, rue Sainte-Catherine Est, Montréal

Le 2 mai  2002, Luc Provost ouvre le cabaret Mado situé au 1115 rue Sainte-Catherine Est, dans Le Village dans lequel on peut assister à des spectacles de drag queens dans un décor kitsch et rococo. En 2018, le local adjacent au cabaret est transformé en restaurant portant le nom de Dinette à Mado.
Depuis 2017, Mado organise  Concert indigne, un spectacle qui se rapproche de son travail en cabaret et plus à  avec lequel elle visite différentes régions du Québec.

### La carrière de chanteuse de Mado
En 1996, Mado enregistre le simple le Rap a Minifée, le remix d'un hit de Nanette Workman paru en 1982. Le 8 juin 2010, elle récidive avec son album Full Mado - Le remix album, orchestré par le réalisateur et remixeur Montréalais Erek McQueen (alias Eric Lajoie).

### Mado à la télévision, au cinéma et au théâtre
Mado participe à plusieurs talks-shows à la télévision et collabore notamment à l’émission de Christiane Charette en direct du 7 septembre 1995. Elle anime également la Marche des fiertés sur les ondes de TQS à la fin des années 1990. En 2003, apparait dans le film Saved by the Belles. À la télévision, elle participe à la télé-réalité Des gens par ordinaires diffusée sur les ondes de TQS en 2005. En 2017, on peut l'entendre à la narration de la série documentaire Ils de jours, elles de nuit diffusée sur ICI ARTV. En 2017, Mado fait partie d'une campagne publicitaire pour les croustilles Yum Yum. La réalisatrice Annie Blouin s'intéresse à Mado dans le cadre de son documentaire La reine Mado.
Mado fait ses débuts au théâtre dans la pièce anglaise de Marc Watty Saving Céline  mise en scène de David Pellegrini. La pièce est présentée du 29 août au 15 septembre 2007 au théâtre Mainline sur la rue Saint-Laurent à Montréal. En 2014, Mado lance son premier spectacle d'humour solo, le One-Mado-show. Les premières représentations ont eu lieu au Gesù. En 2017, elle présente le One-Mado-show 2.0 au théâtre Ste-Catherine.

### Mado dans la presse écrite
Ce sont ses articles publiés dans Fugues et dans l’hebdomadaire Ici Montréal qui la font connaitre du grand public. Depuis la fin des années 1980, Mado écrit dans la  revue mensuelle gaie et lesbienne Fugues. Dans sa chronique humoristique d'abord intitulée Mado, puis La bitch, et enfin Mado est au boutte, elle fait un usage sans complexe du  joual. Elle écrit pendant plusieurs années une chronique pour le journal hebdomadaire Ici Montréal. En 2001, elle publie Tu vois ben qu'est folle, une compilation de 45 chroniques parues dans les journaux gratuits Fugues  et Ici Montréal.

### Grands spectacles
Afin de souligner ses 25 années de carrière, Mado présente un spectacle au Métropolis le soir de la St-Valentin. En 2017, c'est un grand spectacle gratuit dans le parc des Faubourgs lors de Fierté Montréal Canada qui permet de marquer ses 30 années de carrière,.

Depuis 2014, elle présente au festival Juste pour rire Mado's got talent, un spectacle parodie d'America's Got Talent dans lequel des artistes ont 3 minutes et demi pour faire la démonstration de leurs talents devant des juges et la foule.

### Notoriété
En 2011, Luc Provost remporte le Prix Hommage du 8e Gala Phénicia organisé par la Chambre de commerce gaie du Québec (CCGQ), aujourd'hui la Chambre de commerce LGBT du Québec.
Son personnage de Mado Lamotte fait partie des statues en cire présentés au Musée Grévin de Montréal, depuis son ouverture en 2013.
Luc Provost possède plus de 500 costumes de scène conçus par le designer Daniel Serrurier.

## Filmographie
- 2003: Saved by the Belles : Mado Lamotte
- 2006: Cadavre exquis, première édition : Mado Lamotte
- 2007: La reine Mado

## Théâtre
- 2007 : Saving Celine

## Prix et nominations
- 2017: Prix hommage Gala des drags

## Télévision
- 1996: Yum Yum: campagne publicitaire[16]